# Seddouk
Seddouk è un comune dell'Algeria, situato nella provincia di Béjaïa.